# Guadalmez
Guadalmez egy település Spanyolországban. A település magja a hasonló nevű folyó északi partján van, így a jelenlegi beosztás szerint Kasztília-La Mancha autonóm közösséghez tartozik, nevezetes határtelepülés Andalúziával és Extremadurával a római korban pedig a 3 római provincia, Tarraconensis, Baetica és Lusitania) határa volt.

## Helye
Guadalmez a hasonló nevű folyó és a Zújar összefolyásánál fekszik, ahol a hatalmas La Serena vízgyűjtő képződik, ami az egyik legnagyobb Európában.
Az ország délnyugati csücske Huelva felől Madrid irányába haladva itt lehet leghamarább Kasztíliába belépni Ciudad Real felé, melynek járásához tartozik.

## Története
A folyó torkolata már a bronzkor óta lakott volt, amint ez a közeli barlangrajzokon látszik. A leletek szerint nagyjából sevillai központ Tartesszoszi kultúra stílusjegyei itt is láthatók.
A római kori határtelepülés emlékei főleg a ma "Los Balasanes" és "La Tejera" területeken láthatók, ebből a korból a település nevét még nem tudjuk.
1227-ben az egyik legnagyobb csata zajlott ott Córdoba visszahódítása során, ami alátámaszt az eredeti Guadarmes név is. A felfedezések kora után aztán csökkent a jelentősége, utolsó urai a medinaceliek is lemondtak róla, a XIX. századtól önálló, Ciudad Real a tartományának központja.

## Látnivalók
- Comares márkijának palotája (XVI. század): később Medinaceli uraihoz került.
- Castillo de Aznaharón (XII. század): muzulmán erőd.
- Candil barlang: A La Moraleja hegyen van neolitikumi barlangrajzokkal.

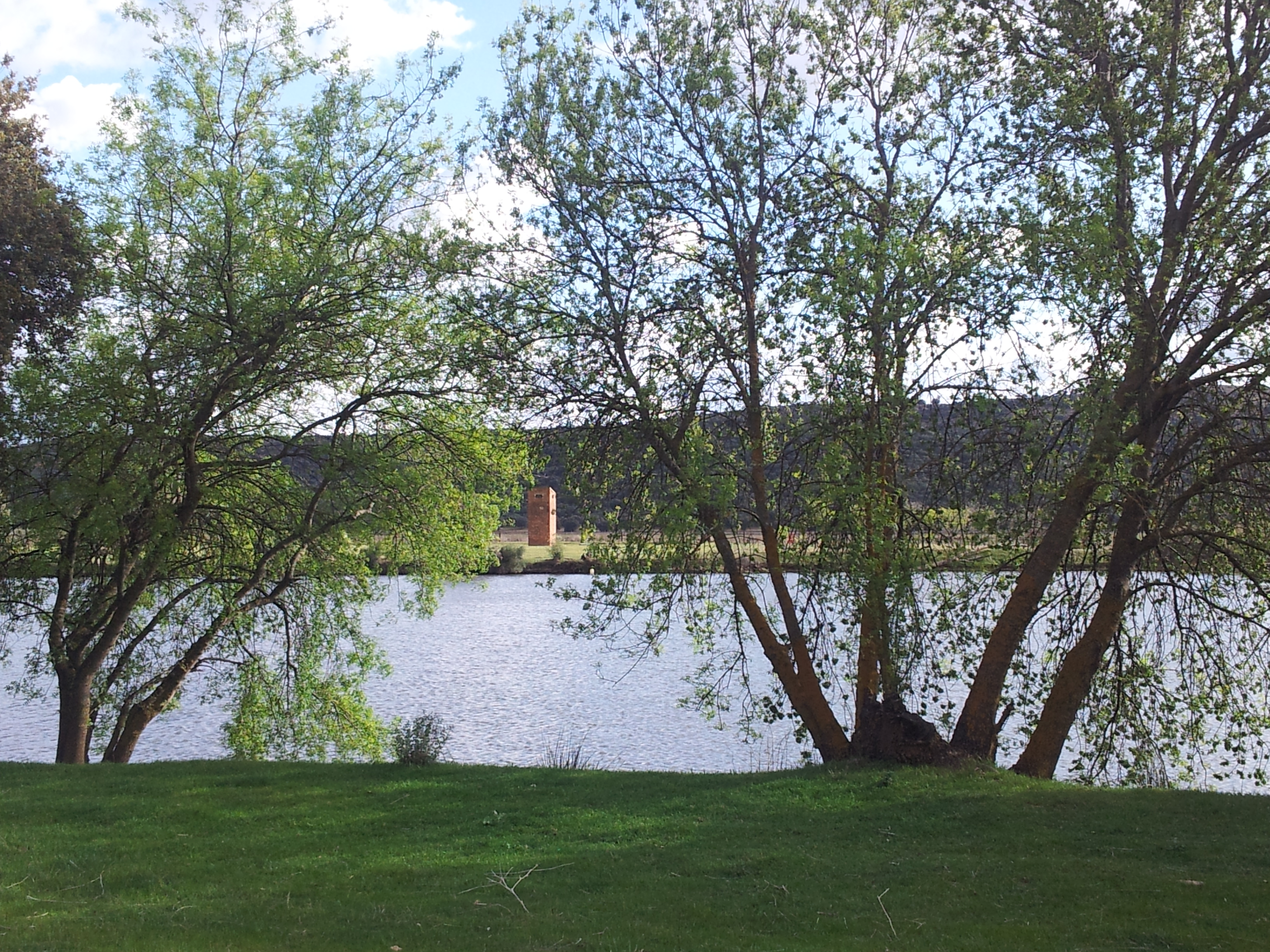
A Guadalmez folyó

## Népesség
A település lakosságának változását az alábbi diagram mutatja:
| Lakosok száma | 1050 | 971  | 930  | 884  | 874  | 841  | 794  | 725  | 725  | 707  |
|               | 2001 | 2004 | 2006 | 2009 | 2011 | 2014 | 2016 | 2019 | 2021 | 2024 |